# Varietés
Varietés es una película española de drama estrenada en 1971, escrita y dirigida por Juan Antonio Bardem y protagonizada en los papeles principales por Sara Montiel, Vicente Parra y Chris Avram.
Se trata de un remake o revisión de Cómicos (1954) que también fue escrita y dirigida por Juan Antonio Bardem.
La película obtuvo el tercer puesto en los premios del Sindicato Nacional del Espectáculo de 1971.

## Sinopsis
La compañía "Varietés 30" está de gira por España con un gran éxito de público. Ana es la segunda vedette de la compañía, pero espera su oportunidad para demostrar su talento a su jefe. Al mismo tiempo intenta desengañar a Miguel, un pianista de la compañía que está enamorado de ella. Un día, Ana conoce a Arturo, un rico empresario teatral que le ofrece debutar como primera vedette a cambio de sus favores sentimentales. Ella acepta la proposición, pero la relación se convertirá en una verdadera historia de amor.

## Reparto
- Sara Montiel como Ana Marqués
- Vicente Parra como Miguel Solís
- Chris Avram como Arturo Robles
- Trini Alonso como Carmen Soler
- José María Mompín como Manolo, el ventrílocuo
- Antonio Ferrandis como Don Antonio
- Emilio Laguna como Jimmy Fernández
- Rafael Alonso como Ernesto Sánchez
- José Morales como Traspunte
- Miguel del Castillo como Representante
- Rafael Conesa como Maestro Juanito Blanco
- Pilar Bardem como Bella ayudante
- Ramón Centenero como Coreógrafo
- Santiago Ontañón como Decorador